# Parc national de Way Kambas
Le parc national de Way Kambas (Taman Nasional Way Kambas) est un grand parc national indonésien situé dans la province de Lampung au sud l'île de Sumatra. Le parc s'étend sur 1 300 kilomètres carrés.

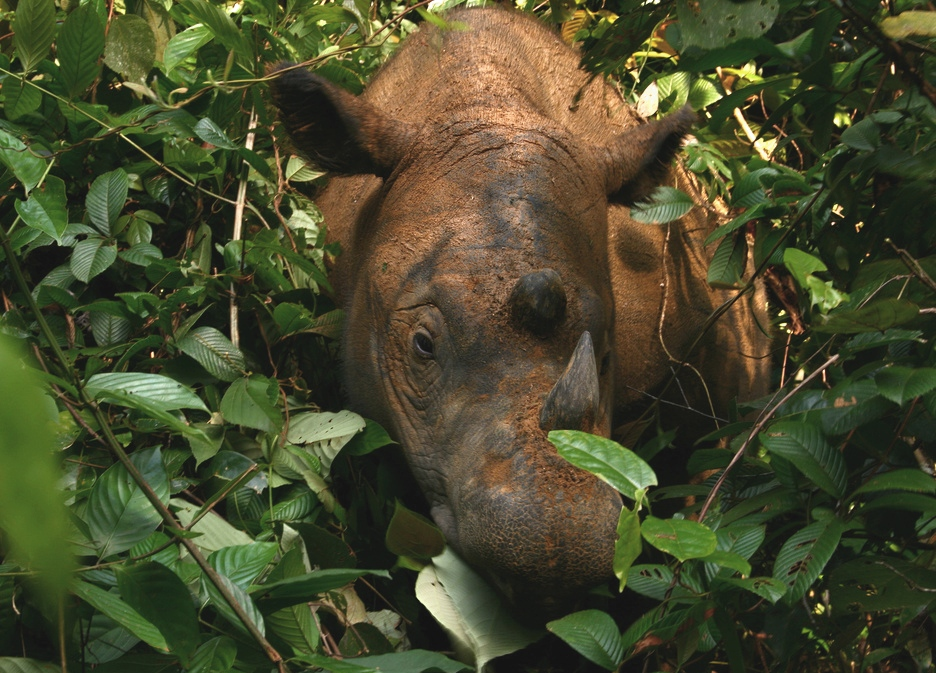
Rhinocéros de Sumatra dans le parc (2008)

Way Kambas se compose de forêts tropicales humides et de marécages. Très bien desservi par les voies de communications, ce n'est pas une forêt primaire. La réserve protège quelques tigres de Sumatra, le rhinocéros de Sumatra et un nombre raisonnable d'éléphants. C'est également un excellent endroit pour observer les oiseaux, dont certains sont rares comme le canard à ailes blanches.
Une petite maison d'hôte se trouve dans le village de Way Kanan. Le parc abrite le centre d'élevage conservatoire des rhinocéros appelé  Sumatra Rhino Sanctuary et qui reçoit des spécimens envoyés par des zoos pour y être acclimatés.